# フィル・テイラー

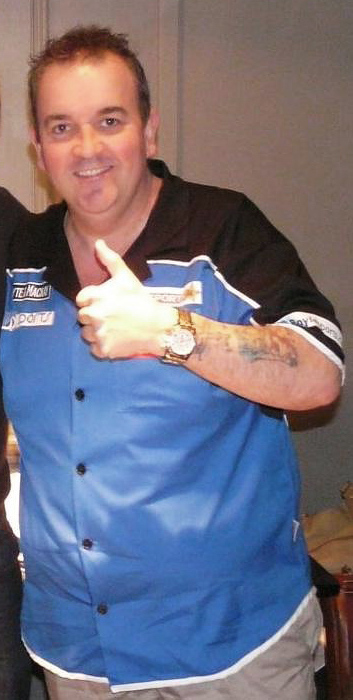
フィル・テイラー

フィリップ・ダグラス・"フィル"・テイラー（Philip Douglas "Phil" Taylor, 1960年8月13日 - ）は、史上最強と言われたダーツ・プレイヤーである。
イングランド西部ストーク＝オン＝トレント出身、右投げ、ニックネームは、“THE POWER”、入場曲はSnap!のThe Powerである。
プロフェッショナル・ダーツ・コーポレイション (PDC) の設立メンバーであり、当時よりPDCの第一人者として活躍していた。

## プロになるまで
16歳の時に高校を中退し就職。
1988年、テイラーは、80年代を代表するプレイヤーであるエリック・ブリストウのパブに訪れだす。
ほとんどの人が、ブリストウと長くはプレイできずにすぐ止めてしまうのに対し、テイラーは朝に4時間、夜に4時間、ブリストウと共に練習し続けた。
ブリストウは、テイラーをいくつかのトーナメントに出場させた。
恐れと緊張のあまり第1ラウンドでの敗退が続いたりもし、ブリストウはジョン・ロウに「なぜ、テイラーに出資し続けるのか」と問われたが、ブリストウはロウに「最後には上手くいく」と言ったという。
そして、ブリストウは、1年程かけてテイラーに『テイラーが仕事を辞めてダーツに集中するなら、ブリストウが£9,000の資金提供をする』ことを受け入れさせた。

## プロになってから
ここからのテイラーの成長は、ブリストウの予想よりも早く、1990年、テイラーは、Embassy ワールド・ダーツ・チャンピオンシップの決勝において、ブリストウを6-1で打ち破り、初のワールド・チャンピオンとなる。
また、衰退し始めたダーツの人気を復活及び発展させるためにワールド・ダーツ・カウンスル (WDC)、すなわち現在のプロフェッショナル・ダーツ・コーポレイション (PDC) を歴代のワールド・チャンピオンなどと結成。
WDCのトーナメントは、テレビ放送やスポンサーが付いたりもし、ことは上手く進んでいるように見えたが、ブリティッシュ・ダーツ・オーガナイゼイション (BDO) はテイラーらを出場禁止処分とし、彼らと関わった者も出場禁止にすると脅した。
テイラーらはBDOから離れ、独自にワールド・チャンピオンシップを開催するようになり、1994年より現在まで、年に2つのワールド・チャンピオンシップが行われ、毎年2人のワールド・チャンピオンが誕生している。
しかし、PDCのワールド・チャンピオンとしてテイラーがBDOのワールド・チャンピオンと直接対決を行うと、常にテイラーの勝利となること、テイラーらが去った後に誕生したBDOのワールド・チャンピオンやWDFランキング上位プレイヤーの大半はPDCに移籍したが、PDCにおいてテイラーの勢いを止められる者がいないこと、統計値の高さやナイン＝ダート・フィニッシュの多さが圧倒的であることなど、テイラーが世界最強であり史上最強と言われる所以である。
また、テイラーらPDCで活躍するプレイヤーやPDC、そしてPDCのトーナメントを放送するSky Sportsの努力や工夫により、ダーツのテレビ中継は増え、賞金も高くなり使用会場も広くなった。
さらに、テイラー自身のダーツにおける活躍により、BBCはPDCのトーナメントを放送していないのに関わらず、テイラーはBBCにしばしば出演している。

### キャリア詳細
初期のキャリア
テイラーがデビューしたのは、1988年のカナディアンオープンで、いきなり優勝した。テイラーが27歳の時だった。だが、その後テイラーは主要トーナメントで苦しみ、同年の英国プロ選手権で初戦敗退、ワールドマスターズでは2回戦で敗退した。翌年の全英オープンでは準々決勝に達するも、今大会のチャンピオンであるブライアン・ケアンズに敗れた。その後のワールドマスターズでは準決勝まで進出するも、これも今大会のチャンピオンであるピーター・エヴィソンに敗れた。だが、その後、テイラーは圧倒的な強さを発揮し初め、1990BDO世界選手権では初戦で第6シードのラッセル・スチュワートに3-1(セット)で勝利し、2回戦ではデニス・ヒックリングに3-0、準々決勝ではロニー・シャープに4-2、準決勝ではクリフ・ラザレンコを5-0で打ち破り、決勝では5度のワールドチャンピオンであり、テイラーの恩師でもあるエリック・ブリストウに6-1(セット)で勝利し、初のワールドチャンピオンに輝いた。テイラーは、同年のマン島オープン、フィンランドオープン、北米オープン、デンマークオープン、WDFヨーロッパカップチーム、ペア、シングル、ワールドマスターズで優勝し、世界ランキングで1位になった。そして迎えた1991BDO世界選手権では、準々決勝でノーシードのデニス・プリーストリーに3-4(セット)で敗れた。プリーストリーは、1990年代～00年代にかけてテイラーの強力なライバルであり、いくつかの主要な大会でテイラーのタイトル独占を阻止した。
その後の1991年シーズンはテイラーにとって前年ほど良いものではなく、北米オープンとWDFワールドカップでのみ優勝した。しかし同年のデンマークオープンでは決勝でロッド・ハリントンに敗れ、英国マッチプレーではデニス・プリーストリーに同じく決勝で2-5(セット)で敗れた。フィンランドオープンとWDFワールドカップシングルでは準々決勝で敗れ、ワールドマスターズの決勝ではロッド・ハリントンに2-3(セット)で敗れた。そして迎えた1992BDO世界選手権では、準決勝で第4シードのジョン・ロウに5-4(セット)の接戦を制し、その後の決勝はBDO世界選手権史上最高の試合の一つとされており、第2シードのマイク・グレゴリーに6-5(セット)で勝ち、タイトルを取り返した。グレゴリーはこの試合で計6本の決めれば優勝というダブルを外し、試合はサドンデスレッグまでもつれ込んだ。このレッグでテイラーはダブル20を決め、ようやくこの試合を制した。後にテイラーは、この勝利を自分のキャリアのお気に入りの一つと説明している。
1992年シーズン、テイラーは、WDFヨーロッパカップチームで優勝し、シングルでは決勝で、チームを組んだジョン・ロウに4-2(レッグ)で勝ち優勝を決めた。その後のPDCラダUKマスターズでは準々決勝で敗れ、ジャージーフェスティバルオブダーツでは決勝で再びロッド・ハリントンに敗れた。昨年決勝で敗れたワールドマスターズでは、初戦でピーター・エヴィソンに敗北した。ディフェンディングチャンピオンとして臨んだ1993BDO世界選手権では第3シードとして出場するも、2回戦でケビン・スピオレクに1-3(セット)で敗れた。その後、テイラーらはテレビ放送が少なく、賞金も十分ではないBDOから離れ、新たにWDCを結成し、独自にトーナメントを開催し始めた。だが、WDC(後PDC)に移ってからのテイラーは不調で、なかなかトーナメントでテイラーの思うような結果を出せなかった。
テイラーは1993年シーズン、ベルリンオープンでのみ優勝し、その後のPDCラダUKマッチプレーでは初戦でジョッキー・ウィルソンに敗れ、ドイツオープン、アントワープオープンでは準々決勝で敗れた。PDCサムソンダーツクラシックでは決勝に進出するも、ボブ・アンダーソンに敗れた。フィンランドオープンでは準々決勝で敗れ、カナディアンオープンでは準決勝でロッド・ハリントンに敗れた。ダッチオープンでも準決勝で敗れた。今度の相手はアラン・ウォリナー＝リトルだった。世界選手権前最後の大会であるPDCラダUKマスターズでは、準々決勝でピーター・エヴィソンに敗れた。結局、テイラーはこの年に世界ランキングを8位にまで下げた。第6シードとして臨んだ1994PDC世界選手権では、準々決勝でボブ・アンダーソンに4-2(セット)、準決勝ではスティーブ・ブラウンに5-0で勝ち決勝進出を決めたが、再びデニス・プリーストリーに敗れた。今度のスコアは、1-6であった。
　1990年代
その後の1994年シーズンは大会が少なく、テイラーが参加した大会は4つであった｡PDCUKマッチプレーでは初戦でジェイミー・ハーヴェイに3-5(レッグ)で敗れ、PDCサムソンダーツクラシックでは準決勝で敗れた。PDCとして最初のプレミアイベントである1994ワールドマッチプレーでは、2回戦でボブ・アンダーソンにタイブレークの末9-11(レッグ)で敗れた。だが、その後のPDCラダUKマスターズでは一昨年に世界選手権で敗れたケビン・スピオレクに決勝で8-0(レッグ)で勝ち、その年の世界ランキングを5位に上げた。第4シードとして臨んだ1995PDC世界選手権では、グループステージをジェラルド・ベリエ、ショーン・ダウンズに勝って通過した後、準々決勝で第5シードのボブ・アンダーソンに4-1(セット)、準決勝では5-4でジョン・ロウとの接戦を制し、再び決勝に進んだ。決勝の相手は第2シードのロッド・ハリントンだったが、テイラーは6-2で勝利し、ワールドチャンピオンの座を取り返した。なお、ロッド・ハリントンはテイラーに対して他の選手に比べて比較的高い勝率を誇っており、通算で44%、7勝9敗であった。
その後の1995年シーズンも大会が少なく、テイラーが参加した大会はたったの2つだった。PDCUKマッチプレーでは初戦で敗退するも、ワールドマッチプレーでは準決勝でジョン・ロウに勝ち、決勝ではデニス・プリーストリーに16-11(レッグ)で勝って優勝を決めた。翌年のWDCナショナルプロダーツリーグでは準々決勝でアラン・ウォリナー＝リトルに敗れるも、その直後に開催された1996PDC世界選手権では、グループステージから準々決勝まで1セットも落とさず勝ち進み、準決勝では再びジョン・ロウに、今度は5-1で勝って決勝に進んだ。決勝の相手は、これまで世界選手権で2戦2敗の天敵、デニス・プリーストリー。プリーストリーはこの試合で180得点を15回決め、3ダーツ平均が101.48という素晴らしい内容だったが、テイラーも平均98.52に加え高いダブル率を記録し、6-4の接戦を制した。当時のダーツ界でこのような高水準の試合は前例がなく、この二人が間違いなくダーツ界の伝説であることを示した試合でもあった。
その後、テイラーはPDCUKマッチプレーで優勝した後、この年から始まったゴールデンハーベストノースアメリカンカップの準々決勝でロッド・ハリントンに敗れ、ワールドマッチプレーでは3回戦でピーター・エヴィソンに1-8(レッグ)で敗れ、連覇を逃した。しかし、その後テイラーはPDCワールドペアでボブ・アンダーソンとペアを組み優勝。その後のサンパークスマスターズでも決勝でデニス・プリーストリーを破って優勝し、久し振りに世界ランキングでトップに返り咲いた。3連覇を目指す1997PDC世界選手権ではグループステージでクリス・メイソン、ジェラルド・ベリエ相手に1セットも落とさず勝ち進み、準々決勝ではキース・デラーに5-1で快勝。準決勝ではテイラーの恩師であるエリック・ブリストウに苦戦を強いられるも、5-4で下しなんとか決勝に進出した。決勝の相手は第1シードのデニス・プリーストリーで、昨年に続き、ハイレベルな試合となった。この試合でプリーストリーはやはり高い得点力を発揮し、テイラーは0-2リードとされた。しかし、ここからテイラーは4セットを連取して4-2とした後、リードを守りきって6-3でエリック・ブリストウ以来となる世界選手権のハットトリックを達成した。その後、テイラーはアントワープオープンで優勝した後、昨年ベスト8のゴールデンハーベストノースアメリカンカップの準決勝で、ロッド・ハリントンに敗れた。

### 引退
2017年、テイラーは現役を引退すると表明。その年のワールド・マッチプレーではランキング1位のマイケル・ヴァン・ガーウェンを下すなどして優勝。引退大会のウィリアムヒル世界選手権では決勝進出。18年元日の決勝では新星ロブ・クロスに2-7で敗れダーツ生活にピリオドを打った。3月に赤坂BLITZで開催のSUPER DARTS 18で特別招待出場。決勝で村松治樹に敗れた。2020年の同大会も出場予定。

### 年度別成績
| 年   | BDO | BDO | PDC | PDC | PDC | PDC | PDC | PDC | PDC | PDC | PDC | PDC | PDC | 年度末順位 |
| 年   | WPC | WM  | WDC | WMP | WG  | LA  | UK  | PR  | GS  | EU  | CLD | PCF | WC  | 年度末順位 |
| ---- | --- | --- | --- | --- | --- | --- | --- | --- | --- | --- | --- | --- | --- | ---------- |
| 1988 | NJ  | L16 | NH  | NH  | NH  | NH  | NH  | NH  | NH  | NH  | NH  | NH  | NH  | -          |
| 1989 | NJ  | SF  | NH  | NH  | NH  | NH  | NH  | NH  | NH  | NH  | NH  | NH  | NH  | -          |
| 1990 | W   | W   | NH  | NH  | NH  | NH  | NH  | NH  | NH  | NH  | NH  | NH  | NH  | -          |
| 1991 | QF  | F   | NH  | NH  | NH  | NH  | NH  | NH  | NH  | NH  | NH  | NH  | NH  | -          |
| 1992 | W   | L32 | NH  | NH  | NH  | NH  | NH  | NH  | NH  | NH  | NH  | NH  | NH  | -          |
| 1993 | L16 | NJ  | NH  | NH  | NH  | NH  | NH  | NH  | NH  | NH  | NH  | NH  | NH  | 6          |
| 1994 | NJ  | NJ  | F   | L16 | NH  | NH  | NH  | NH  | NH  | NH  | NH  | NH  | NH  | 4          |
| 1995 | NJ  | NJ  | W   | W   | NH  | NH  | NH  | NH  | NH  | NH  | NH  | NH  | NH  | 1          |
| 1996 | NJ  | NJ  | W   | L16 | NH  | NH  | NH  | NH  | NH  | NH  | NH  | NH  | NH  | 2          |
| 1997 | NJ  | NJ  | W   | W   | NH  | NH  | NH  | NH  | NH  | NH  | NH  | NH  | NH  | 1          |
| 1998 | NJ  | NJ  | W   | QF  | W   | NH  | NH  | NH  | NH  | NH  | NH  | NH  | NH  | 3          |
| 1999 | NJ  | NJ  | W   | SF  | W   | NH  | NH  | NH  | NH  | NH  | NH  | NH  | NH  | 2          |
| 2000 | NJ  | NJ  | W   | W   | W   | NH  | NH  | NH  | NH  | NH  | NH  | NH  | NH  | 4          |
| 2001 | NJ  | NJ  | W   | W   | L32 | NH  | NH  | NH  | NH  | NH  | NH  | NH  | NH  | 2          |
| 2002 | NJ  | NJ  | W   | W   | W   | W   | NH  | NH  | NH  | NH  | NH  | NH  | NH  | 1          |
| 2003 | NJ  | NJ  | F   | W   | W   | SF  | W   | NH  | NH  | NH  | NH  | NH  | NH  | 1          |
| 2004 | NJ  | NJ  | W   | W   | L32 | W   | QF  | NH  | NH  | NH  | NH  | NH  | NH  | 2          |
| 2005 | NJ  | NJ  | W   | QF  | W   | W   | W   | W   | NH  | NH  | NH  | NH  | NH  | 2          |
| 2006 | NJ  | NJ  | W   | W   | W   | SF  | QF  | W   | NH  | NH  | NH  | NH  | NH  | 2          |
| 2007 | NJ  | NJ  | F   | SF  | L32 | L32 | QF  | W   | W   | NH  | NH  | NH  | NH  | 1          |
| 2008 | NJ  | NJ  | QF  | W   | W   | W   | QF  | W   | W   | W   | W   | NH  | NH  | 1          |
| 2009 | NJ  | NJ  | W   | W   | W   | W   | W   | SF  | W   | W   | F   | W   | NH  | 1          |
| 2010 | NJ  | NJ  | W   | W   | SF  | NH  | W   | W   | QF  | W   | F   | SF  | L16 | 1          |
| 2011 | NJ  | NJ  | QF  | W   | W   | NH  | L16 | SF  | W   | W   | W   | W   | NH  | 1          |
| 2011 | NJ  | NJ  | QF  | W   | W   | NH  | L16 | SF  | W   | W   | W   | L16 | NH  | 1          |
| 2012 | NJ  | NJ  | L32 | W   | L16 | NH  | F   | W   | L16 | QF  | W   | W   | W   | 1          |
| 2013 | NJ  | NJ  | W   | W   | W   | NH  | W   | F   | W   | L16 | W   | F   | W   | 1          |
| 2014 | NJ  | NJ  | L32 | W   | QF  | NH  | L64 | SF  | W   | L16 | NH  | QF  | F   | 2          |
| 2015 | NJ  | NJ  | F   | SF  | L32 | NH  | QF  | GS  | F   | QF  | NH  | L32 | W   | 3          |
| 2016 | NJ  | NJ  | L16 | F   | L32 | NH  | SF  | F   | QF  | QF  | NH  | NJ  | W   | 4          |
| 2017 | NJ  | NJ  | QF  | W   | NJ  | NH  | NJ  | SF  | SF  | NJ  | NH  | NJ  | NJ  | 6          |
| 2018 | NJ  | NJ  | F   | NJ  | NJ  | NH  | NJ  | NJ  | NJ  | NJ  | NH  | NJ  | NJ  | -          |

注: 表中のNHは不開催, NJは非参加, QFは準々決勝敗退, SFは準決勝敗退, Fは準優勝, Wは優勝, GSはグループステージ敗退を示す。トーナメント表記は以下の通りである。なお、年度末順位はPDCのものだけである。
WPC: BDOワールド・プロフェッショナル・ダーツ・チャンピオンシップス, WM: ワールド・マスターズ, WDC: PDCワールド・ダーツ・チャンピオンシップ, WMP: ワールド･マッチプレイ, WG: ワールド・グランプリ, LA: ラスベガス・デザート・クラシック, UK: UKオープン, PR: プレミア・リーグ・ダーツ, GS: グランド・スラム・オブ・ダーツ, EU: ヨーロピアン・チャンピオンシップ, CLD: チャンピオンシップ・リーグ・ダーツ, PCF: プレイヤーズ・チャンピオンシップ・ファイナルズ, WC: PDCワールド・カップ・オブ・ダーツ

## 記録

### ナイン＝ダート・フィニッシュ
2016年現在、テイラーはテレビ放送中に12回のナイン＝ダート・フィニッシュを達成している。
この記録も、他のプレイヤーと比べて群を抜いて多い。
| 年   | トーナメント                                                            | 方法                                 | 賞品                      | 備考                                     |
| ---- | ----------------------------------------------------------------------- | ------------------------------------ | ------------------------- | ---------------------------------------- |
| 2002 | ワールド・マッチプレイ 対クリス・メイソン                               | 3 x T20; 3 x T20; T20, T19, D12      | £100,000                  | イギリスの生放送中初                     |
| 2004 | UKオープン 対マット・チャップマン                                       | 3 x T20; 3 x T20; T20, T19, D12      | バドワイザーのボトル501本 | 史上初の複数回達成                       |
| 2005 | UKオープン 対ローランド・ショルテン                                     | 3 x T20; 3 x T20; T20, T19, D12      | バドワイザーのボトル501本 | 同一大会2年連続達成                      |
| 2007 | インターナショナル・ダーツ・リーグ 対レイモンド・ファン・バルネフェルト | 3 x T20; 3 x T20; T20, T19, D12      | £26,000相当の車           | 同一大会複数人数達成（トニー・オシェア） |
| 2007 | UKオープン 対ウェズ・ニュートン                                         | 3 x T20; 3 x T20; T20, T19, D12      | £20,000                   | 史上初の同一年度複数回達成               |
| 2008 | UKオープン 対ジェイミー・ハーヴェイ                                     | 3 x T20; 2 x T20, T19; 2 x T20, D12  | £25,000                   |                                          |
| 2009 | チャンピオンシップ・リーグ・ダーツ 対ジョン・パート                     | 3 x T20; 3 x T20; T20, T19, D12      |                           |                                          |
| 2010 | プレミア・リーグ・ダーツ 対ジェームズ・ウェイド                         | T20, 2 x T19; 3 x T20; T20, T17, D18 |                           |                                          |
| 2010 | プレミア・リーグ・ダーツ 対ジェームズ・ウェイド                         | 3 x T20; 3 x T20; T20, T19, D12      |                           | 史上初の1試合2回9ダーツ達成              |
| 2011 | チャンピオンシップ・リーグ・ダーツ 対マーヴィン・キング                 | 3 x T20; 3 x T20; T20, T19, D12      |                           |                                          |
| 2014 | ワールド・マッチプレイ 対マイケル・スミス                               | 3 x T20; 2 x T20, T19; T20, T20, D12 |                           |                                          |
| 2015 | シドニー・ダーツ・マスターズ 対ピーター・ライト                         | 3 x T20; 3 x T20; T20, T19, D12      |                           |                                          |

## 使用ダーツ

### バレル
2011年現在のバレルはUnicorn Phase 5 26g Rossoである。
なお、既にユニコーン・ダーツは、Phase 6まで開発し販売も行っており、テイラーも、1月に行われた2011 プレイヤーズ・チャンピオンシップ・ファイナルズなどでこのダーツを使用していたが、7月に行われた2011 ワールド・マッチプレイや10月に行われた2011 ワールド・グランプリなどではPhase 5を使用している。
これまでも、ユニコーンがテイラーの新しいダーツを開発及び販売後、テイラーが過去のダーツを使用することはあり、テイラーに限らず他のプレイヤーでも最新のダーツから変更することは時折見られる。

### フライト
2011年現在、テイラーはDXMフライトと言うスリム・フライトよりも表面積が狭いフライトを使用している。
過去には、ティア・ドロップ、スリム、スタンダードなどのフライトを使用していた。

### シャフト
2011年現在、テイラーはチタンに取り外し可能な横からフライトを差し込む特殊なシャフトを使用している。
過去には、アルミ製のフライトや100%チタン製のシャフトなどを使用していた。

## エピソードなど
- 1日8時間以上の非常にシビアな練習をすることで有名。2004年からはエイドリアン・ ルイスを弟子としている。その後、アンディ・ハミルトンも弟子にしていた。
- 右利きだが利き目が左目のため、構えるときにダーツを左目の前に持ってくる独特のフォームを持つ。

両腕に沢山のタトゥーが入っているが右腕の手首付近に「勢」の漢字一文字が彫られている。

## 参照・脚注
1. ↑  Eric Bristow saw Phil Taylor talent in darts This is Staffordshire
2. ↑  Wade Wins CLD Group One PDC
3. ↑  Nine-Dart Taylor's CLD Glory PDC
4. ↑  Phase 6 Purist 97% Tungsten Unicorn Darts